# Piper paramaribense
Piper paramaribense är en pepparväxtart som beskrevs av C. Dc.. Piper paramaribense ingår i släktet Piper och familjen pepparväxter. Inga underarter finns listade i Catalogue of Life.